# Arqueologia egípcia
Arqueologia egípcia (no Brasil, em Portugal "Arqueologia egiptia"), ou “arqueologia no Egito” (no Brasil, em Portugal "arqueologia no Egipto") é o termo usado para designar o estudo dos vestígios da cultura material do passado egípcio. Ao contrario do que se pensa, a arqueologia egípcia não abrange somente a análise da era faraônica, mas também os períodos pré-dinásticos e os de dominação árabe, por exemplo.
O Egito também é estudado pela arqueologia clássica, mas não de maneira tão abrangente e somente o período que compreende ao domínio grego e romano.
As pesquisas arqueológicas no Egito acompanharam o desenvolvimento da arqueologia como ciência e recebeu em seu seio alguns dos mais notáveis pesquisadores da área. Os sítios a beira do Nilo serviram de lição para muitos estudiosos, assim como também serviram como palco para furtos ou adulteração de peças únicas.

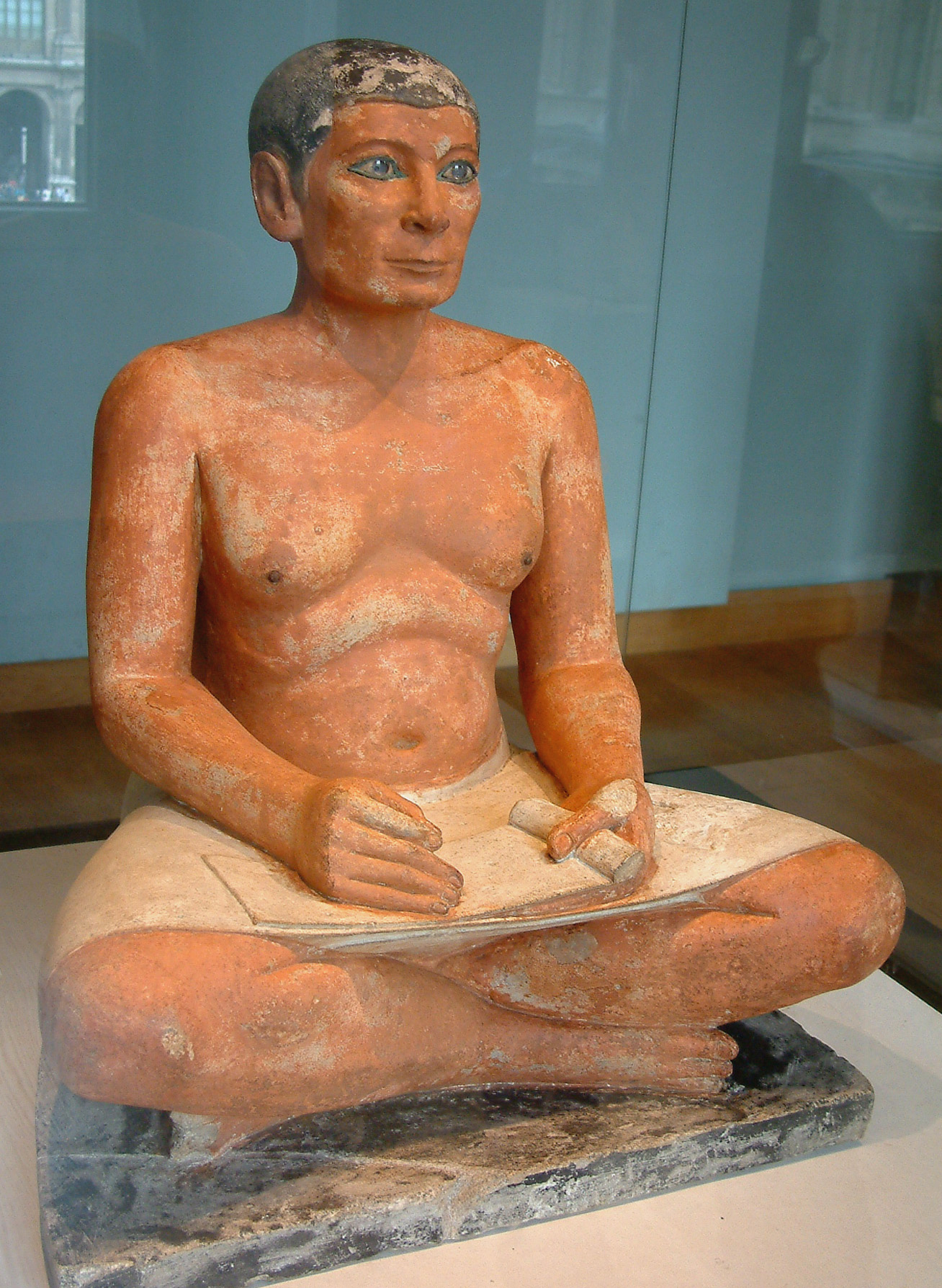
Escriba sentado (IV dinastia, c. 2620-2500 a.C.).

## Escavações
Além do uso das fontes documentais disponíveis que compreendem desde hieróglifos egípcios a textos de cartas diplomáticas enviadas por outros países os arqueólogos desta área contam da mesma forma com o uso da iconografia para retirar deduções sobre formas de artefatos ou gênero. 
A arqueologia é bastante conhecida por sua forma sistemática de pesquisa que baseia-se na escavação, que é imprescindível, quando se há um elemento pouco conhecido ou que precisa ser salvaguardado.
Atualmente, a liberação para se fazer pesquisas arqueológicas no país sai do Conselho Supremo de Antiguidades do Egito que é um órgão ligado ao Ministério da Cultura. Um exemplo de um órgão parecido no Brasil é o Instituto do Patrimônio Histórico e Artístico Nacional.
Arqueólogos brasileiros e portugueses no Egito
O Brasil anda exportando arqueólogos para o norte da África, ha exemplos de uma equipe franco-brasileira trabalhando em Tânis e outra em filiação com a Argentina trabalhando em Sacará.
Normalmente os brasileiros começam com uma colaboração e acabam se tornando parte da equipe. É importante citar que países vizinhos como Uruguai dispõe a anos de suas próprias missões arqueológicas.
Portugal possui cursos de licenciatura na área e também envia equipes para o trabalho em campo.

## Pesquisadores da arqueologia egípcia
Alguns pesquisadores tornaram-se conhecidos por meio de documentarios ou livros, ou devido ao fato de terem contribuido de alguma forma com determinadas inovações para a egiptologia. Zahi Hawass (Antigo secretário do Conselho Supremo de Antiguidades) e Salima Ikram sempre aparecem em programas de TV. Howard Carter descobriu a tumba do faraó Tutancâmon em 1922 e Auguste-Édouard Mariette foi o criador do Conselho Supremo de Antiguidades.